# Ласкао Чики
Хосе́ Миге́ль Истуе́та Кортахаре́на (баск. Joxe Miguel Iztueta Cortajarena; 15 сентября 1926 — 3 апреля 1993) более известный как Ласка́о Чи́ки (баск. Lazkao Txiki) — баскский поэт и музыкант. 

## Биография
Родился в 1926 году в городе Ласкано на севере Испании в области Гойерри провинции Гипускоа Страны Басков. У него было 6 братьев. Когда ему было 9 лет, он впервые увидел выступление bertsolari-певцов, что побудило в нём желание к занятию поэзией и музыкой.
До того как стать поэтом, был каменщиком и фермером, продавал корм для коров. Его первое выступление в качестве bertsolari-певца произошло в городе Легоррета в 1936 году. 
В 1945—1946 гг. проходил срочную военную службу в испанских колониях Африки.
Впервые он пришёл на соревнование молодых музыкантов в 1950 году. Двенадцать лет спустя ему удалось выйти в финал. Он занял второе место в этом соревновании в 1967 году.
Он продолжал свои выступления до января 1993 года — в этом году он пережил инсульт на одном из выступлений. Пробыв три месяца в коме в городе Сан-Себастьян, он скончался в апреле 1993 года.